# Basen Crozeta
Basen Crozeta – basen oceaniczny Oceanu Indyjskiego, położony w jego południowej części, ograniczony Grzbietem Zachodnioindyjskim, Grzbietem Środkowoindyjskim, Wyniesieniem Crozeta i Wyniesieniem Amsterdam. Maksymalna głębokość to 5626 m.